# Weinen

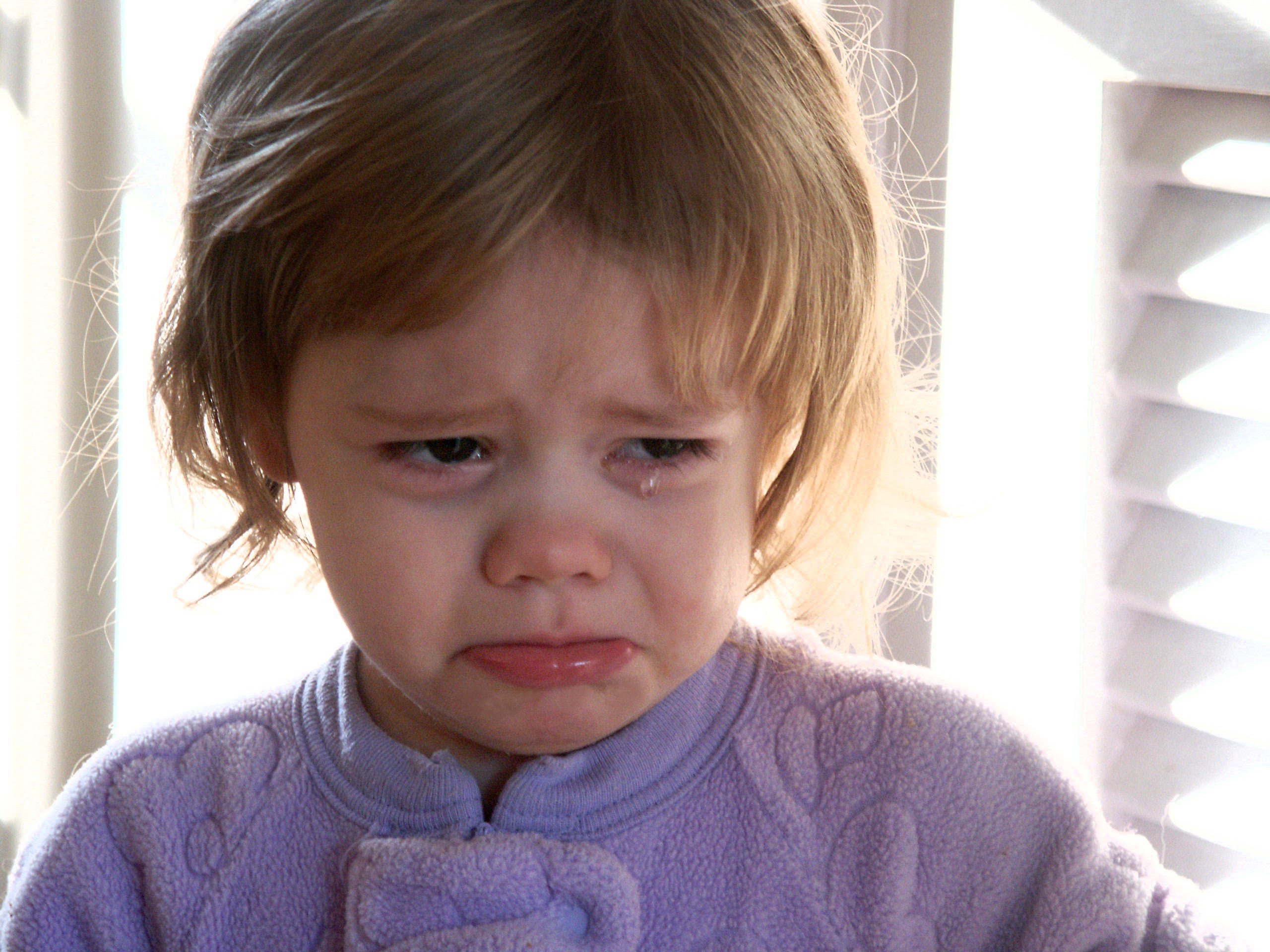
Weinendes Mädchen

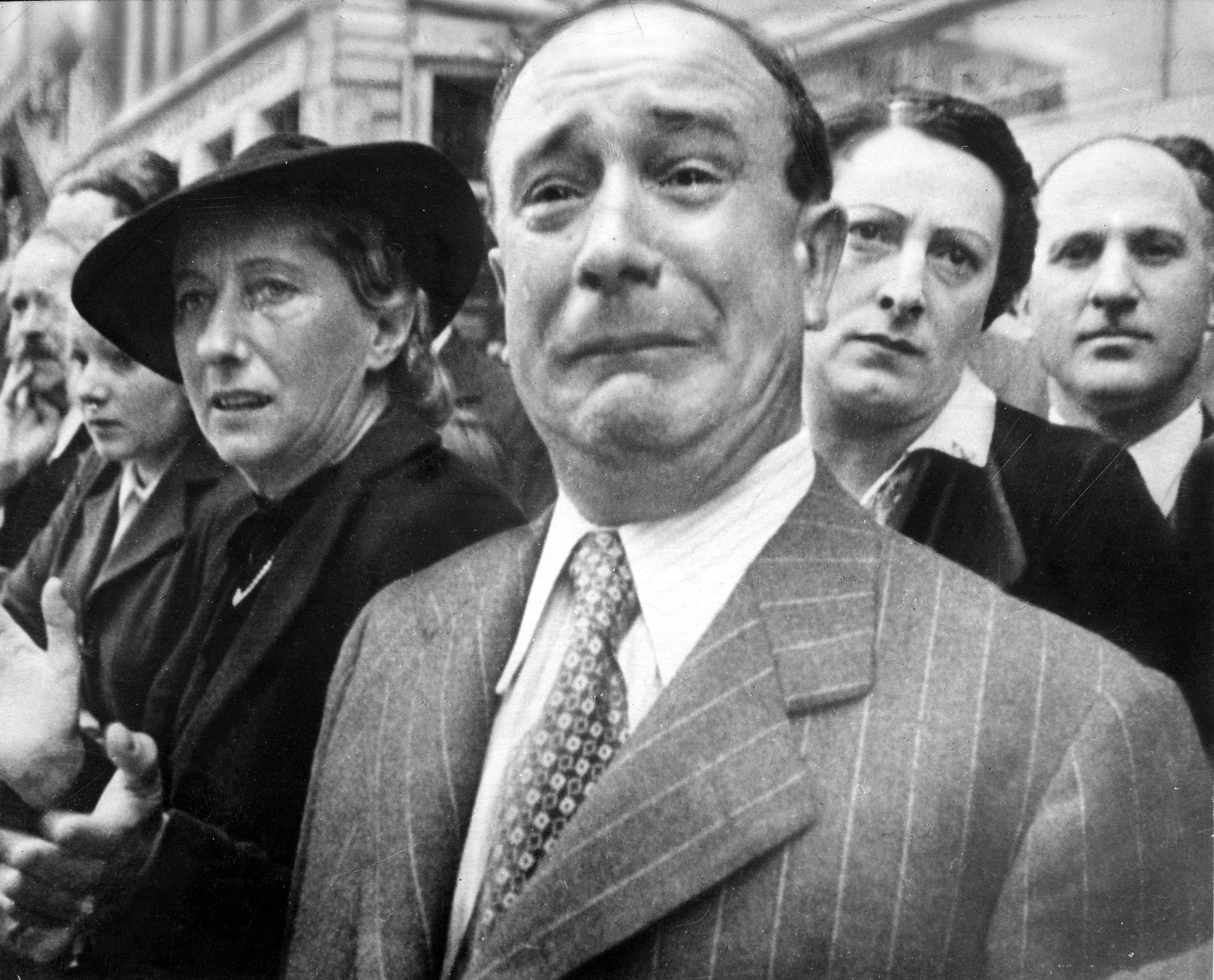
Der Franzose Jérôme Barzetti beweint 1941 die Evakuierung der Armée française nach Nordafrika.

Weinen ist ein unspezifischer emotionaler Ausdruck, welcher der Mimik zugeordnet wird und oft, aber nicht immer, mit Tränenfluss einhergeht. Weinen ist nicht an eine bestimmte Emotion gebunden und kommt nicht nur bei Schmerz, Trauer, Angst oder Ärger vor, sondern auch bei Freude und anderen starken Gemütsbewegungen, z. B. beim Hören von Musik.
Ähnlich wie Lachen zählt Weinen zu den archetypischen menschlichen Ausdrucksbewegungen, die nicht erlernt werden. Doch wird die Äußerung als Sozialverhalten durch situations- und geschlechtsspezifische Rollenerwartungen kulturell verschieden normiert. Ob bei Tieren – wie beispielsweise bei unter Stress stehenden Elefanten, die Tränen produzieren – von einem Weinen wie beim Menschen gesprochen werden kann, ist in der Wissenschaft umstritten.

## Etymologie
Das Verb weinen für ‘unter Tränen jammern’ stammt vom Althochdeutschen weinōn um 800 ab. Im Mittelhochdeutschen wurde es zu weinen, wēnen. Ursprünglich entstand das Wort als Interjektion aus dem germanischen *wai (weh), vergleichbar mit vaitóti ‘(weh)klagen, jammern, seufzen, stöhnen’ vom mundartlichen vaĩ, vái ‘weh(e)’, also ‘weh schreien’. Das Adjektiv weinerlich, das ‘zum Weinen neigend, kläglich, betrübt’ bedeutet, wurde Anfang des 16. Jahrhunderts nach dem Vorbild von jämmerlich, lächerlich aus dem Mittelhochdeutschen wein(e)lich ‘weinend, kläglich, betrübt’ erweitert. In der Literatursprache wurde weinerlich durch Lessing als Übersetzung vom gleichbedeutenden französischsprachigen larmoyant üblich.

## Ursachen und Funktionen
Als archetypische Ausdrucksform wird das Weinen von allen Menschen verstanden, auch wenn die aus Lautäußerungen, Schluchzen, Mimik und Tränen gebildete Form unterschiedlich ausgeprägt sein kann. Schon bei Neugeborenen wird ein Weinen als Ausdruck einer Gefühlsbewegung aufgefasst und in Abhängigkeit von der jeweiligen Situation gedeutet; es stellt zu Beginn kommunikativer Beziehungen eines der wichtigsten Signale dar. Später ist Weinen häufig ein Ausdruck von Schmerz, Trauer, Hilflosigkeit, Angst oder des Gefühls tiefer Kränkung und Ungerechtigkeit, aber auch von positiver emotionaler Überwältigung und Rührung. Weinen kann auch Ausdruck von ausgeprägter Freude (Freudentränen) sein oder auf ein heftiges Lachen folgen.
Warum Menschen weinen, ist in der Forschung umstritten. Seit sich Charles Darwin als einer der ersten dieses Themas annahm, werden vorrangig zwei theoretische Sichtweisen kontrovers diskutiert, die sich jedoch nicht unbedingt ausschließen müssen: Das Weinen als Form der Kommunikation und sozialen Interaktion, also des Sozialverhaltens, und das Weinen als Schutzreaktion des Körpers und der Psyche, die dem Stress- und Spannungsabbau oder, allgemeiner, der besseren Verarbeitung besonders emotionaler Eindrücke dient.
Für beide Thesen gibt es plausible Argumente, jedoch widersprüchliche Untersuchungen und Studien, die häufig auf subjektivem Empfinden der Betroffenen beruhen. Diese nehmen ihr eigenes Weinen und dessen Wirkung auf ihre eigene Psyche und die Außenwirkung ihres Weinens unterschiedlich wahr. So empfand, entgegen der häufig vertretenen Ansicht, die Mehrzahl der befragten Personen ihr Weinen nicht als erleichternd. Dem rein physiologischen Erklärungsansatz, der Tränenfluss diene dazu, Fremdkörper aus dem Auge oder Giftstoffe aus dem Körper zu schwemmen, wird wenig Bedeutung beigemessen, sofern er nicht auch im übertragenen Sinn verstanden wird. Christian Ohrloff, Pressesprecher der DOG und Direktor der Universitäts-Augenklinik in Frankfurt am Main, bemängelte nach einer Überblicksstudie im Jahr 2009, dass die bisher verfügbaren Untersuchungen meist beschreibend und unsystematisch gewesen seien.
Eine amerikanische Studie hat 2011 gezeigt, dass das Weinen eines Säuglings oder Kleinkindes die Konzentrationsfähigkeit eines Erwachsenen mehr beeinträchtigt als z. B. entsprechend laute Maschinengeräusche.

## Begleitender Tränenfluss
Durch Weinen produzierte Tränen unterscheiden sich in ihrer chemischen Zusammensetzung von Tränen, welche zur Befeuchtung des Augapfels produziert wurden, und enthalten deutlich größere Anteile der Hormone Prolaktin, Adrenocorticotropin und Leu-Enkephalin sowie der Elemente Kalium und Mangan.

## Kulturelle Bedeutung
Nach dem Tod spricht man von „gebrochenen Augen“. Dieser Eindruck entsteht, wenn mit dem Erlöschen des Lebens auch die Tätigkeit der Tränendrüsen aufhört, so dass die Austrocknung der Augenoberfläche schnell einsetzt.
Als Träne wird auch eine tropfenförmige Formgebung im Edelsteinschliff bezeichnet, der Fachbegriff dazu ist Pendeloque. In der Heraldik sind Tränen ein verwendetes Symbol.

### Musik
Bekannt sind auch die Schlager Tränen lügen nicht von Michael Holm und Es geht eine Träne auf Reisen von Salvatore Adamo. Weitere bekannte Titel sind Teardrop, Massive Attack, Boys Don’t Cry von The Cure und No Woman No Cry von Bob Marley. Der wohl bekannteste Tränensong ist Tears in Heaven von Eric Clapton. Auch im Song Haifisch von Rammstein dreht es sich im Refrain um Tränen. Dort wird die Träne auch als Zähre bezeichnet. Die britische Band Tears for Fears (Tränen der Angst) trägt das englische Wort für Träne als Namensbestandteil. Das bekannteste Stück aus dem Musical Evita von Andrew Lloyd Webber trägt den Titel Don’t Cry for Me Argentina.
Auch in der klassischen Musik sind Tränen Gegenstand des Gefühlsausdrucks, wie an einigen Stellen in der Matthäus-Passion Johann Sebastian Bachs, etwa im Schlusschor Wir setzen uns mit Tränen nieder, in der Alt-Arie Erbarme dich mein Gott, um meiner Zähren willen, in Wolfgang Amadeus Mozarts Wenn der Freude Tränen fliessen aus Die Entführung aus dem Serail oder auch in Georg Schumanns sechsstimmigem Chor Tränenküglein.

### Bildende Kunst und Malerei
In Magadan in Russland wurde die Skulptur Maske der Trauer errichtet, um an das Grauen des stalinistischen Terrors zu erinnern. In Form kleinerer Masken sind in der Skulptur ebenfalls Tränen realisiert.
Die Fotografin Rose-Lynn Fisher nahm für ihr Kunst-Projekt Topografie der Tränen unter einem Lichtmikroskop Tränen in hundertfacher Vergrößerung auf.
Das weltbekannte Foto Tears (1930) des surrealistischen Künstlers und Fotografen Man Ray zeigt keine echten Tränen, sondern Glasperlen, die unter den Augen seines Modells Kiki de Montparnasse positioniert waren.

### Tätowierungen
Tätowierungen mit dem Motiv einer oder mehrerer Tränen, sogenannte Knasttränen, werden meist symbolisch mit kriminellen Aktivitäten in Verbindung gebracht.